# Sweet Home (Arkansas)
Sweet Home – jednostka osadnicza w Stanach Zjednoczonych, w stanie Arkansas, w hrabstwie Pulaski.